# Ruud Vormer
Ruud Vormer (Hoorn, 11 de mayo de 1988) es un exfutbolista neerlandés que jugaba en la demarcación de centrocampista.

## Selección nacional
Hizo su debut con la selección de fútbol de Países Bajos el 31 de mayo de 2018 en un encuentro contra Eslovaquia que finalizó con un resultado de empate a uno tras los goles de Adam Nemec para Eslovaquia, y de Quincy Promes para el conjunto neerlandés.

## Clubes
| Club             | País         | Año       | Partidos | Goles |
| ---------------- | ------------ | --------- | -------- | ----- |
| AZ Alkmaar       | Países Bajos | 2006-2008 | 21       | 0     |
| Roda JC          | Países Bajos | 2008-2012 | 137      | 11    |
| Feyenoord        | Países Bajos | 2012-2014 | 54       | 4     |
| Club Brujas      | Bélgica      | 2014-2023 | 356      | 62    |
| SV Zulte Waregem | Bélgica      | 2023-2024 | 40       | 5     |

## Palmarés

### Campeonatos nacionales
| Título                      | Club        | País    | Año  |
| --------------------------- | ----------- | ------- | ---- |
| Copa de Bélgica             | Club Brujas | Bélgica | 2015 |
| Supercopa de Bélgica        | Club Brujas | Bélgica | 2016 |
| Primera División de Bélgica | Club Brujas | Bélgica | 2016 |
| Primera División de Bélgica | Club Brujas | Bélgica | 2018 |
| Supercopa de Bélgica        | Club Brujas | Bélgica | 2018 |
| Primera División de Bélgica | Club Brujas | Bélgica | 2020 |
| Primera División de Bélgica | Club Brujas | Bélgica | 2021 |
| Supercopa de Bélgica        | Club Brujas | Bélgica | 2021 |
| Primera División de Bélgica | Club Brujas | Bélgica | 2022 |
| Supercopa de Bélgica        | Club Brujas | Bélgica | 2022 |

### Distinciones individuales
| Título        | Año  |
| ------------- | ---- |
| Zapato de Oro | 2017 |